# مسیحیت در چین

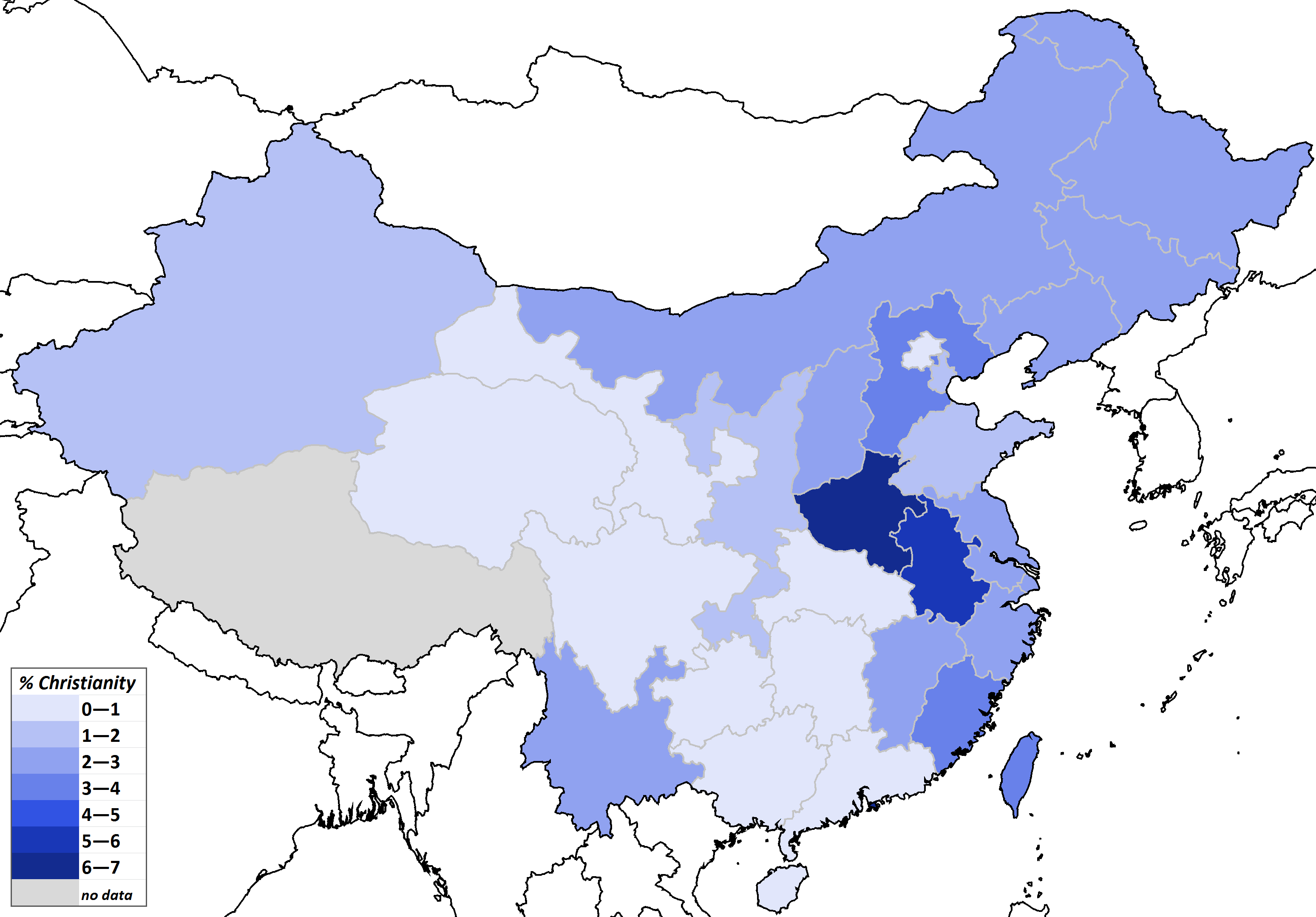
نقشه‌برداری از مسیحیت در چین بر اساس استان بر اساس بررسی‌ها.

مسیحیت در چین (انگلیسی: Christianity in China) مسیحیت یک اقلیت مذهبی شناخته شده در چین است. تعداد مسیحیان ساکن در چین مورد مناقشه است زیرا هیچ ثبت رسمی وجود ندارد. ارقام بین ۴۰ تا ۷۰ میلیون توسط منابع مختلف دولتی و مستقل پیشنهاد شده‌است. مسیحیت، به ویژه پروتستانتیسم، سریع‌ترین رشد جامعه مذهبی در چین است.

## تاریخ

### تاریخ پیشامدرن

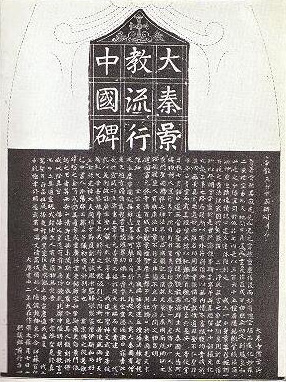
The سنگ یادبود شیان با عنوان 大秦景教流行中國碑:دقین

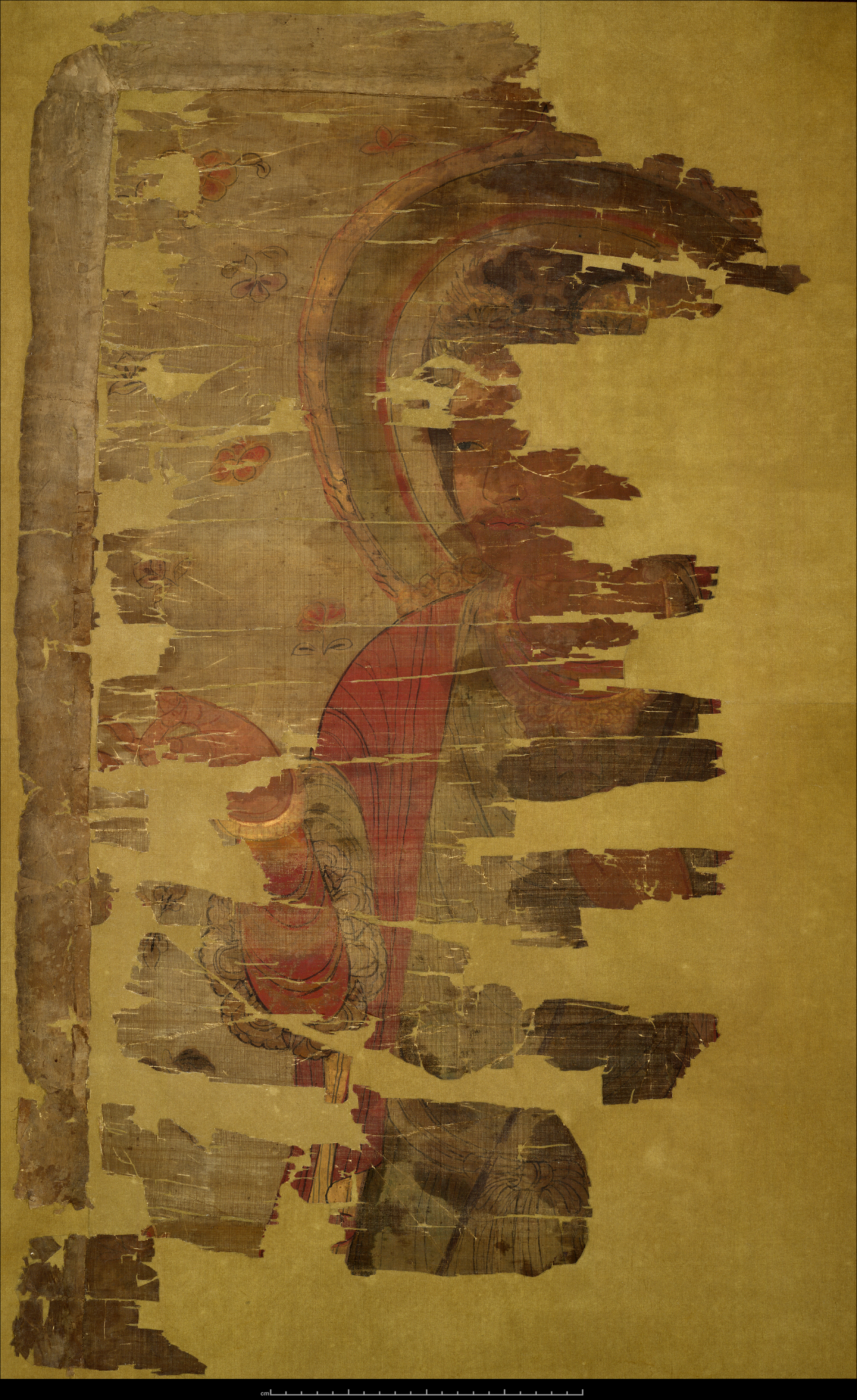
یک نقاشی ابریشم قرن نهم که یک قدیس را نشان می‌دهد، احتمالاً عیسی مسیح.

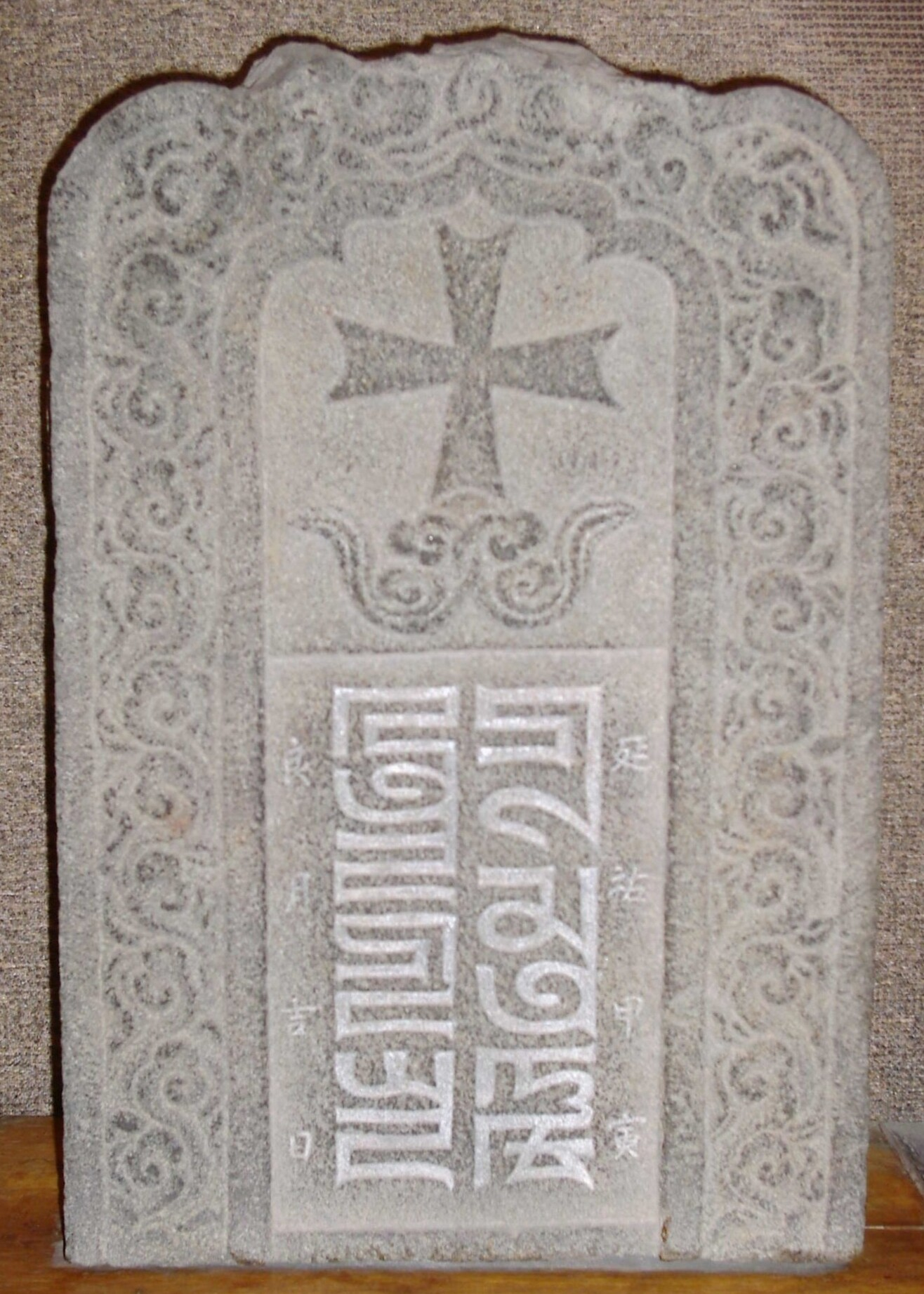
سنگ قبر مسیحی از کوانژو با کتیبه 'Phags-pa به تاریخ ۱۳۱۴.

#### اولین دوره مستند
مدافع مسیحی آرنوبیوس (درگذشته حدود ۳۳۰ پس از میلاد) در اثر خود در دفاعیات مسیحی «در برابر بت‌ها: کتاب دوم» ادعا کرد که مسیحیت به سرزمین سریکا (نام رومی قدیمی برای شمال چین) رسیده‌است. با این حال، تا به امروز، شواهد یا دانش باستان‌شناسی کمی در مورد کلیسای پیش از کلیسای کلیسای شرق در چین و یا کلیسای توچاری وجود دارد.
دو راهب (احتمالاً کلیسای شرق) در قرن ششم قبل از قاچاق تخم کرم ابریشم به امپراتوری بیزانس در هند، مسیحیت در هند را موعظه و تبلیغ می‌کردند.
اولین سند ورود مسیحیت به چین بر روی یک لوح سنگی قرن هشتم به نام سنگ یادبود شیان نوشته شده‌است. در این کتاب آمده‌است که مسیحیان در سال ۶۳۵ به پایتخت دودمان تانگ رسیدند و اجازه یافتند عبادتگاه‌هایی تأسیس کنند و دین خود را تبلیغ کنند. رهبر مسافران مسیحی آلوپن بود، و ملاقات او با تای‌زونگ تاثیرگذارترین تحول در تاریخ مسیحیت چین بود که منجر به گسترش این دین به میزانی بسیار بیشتر از هر زمان دیگری شد.
برخی از محققان مدرن این پرسش را مطرح می‌کنند که آیا کلیسای نسطوری اصطلاح مناسب برای مسیحیتی است که در چین انجام می‌شد، زیرا به آنچه نسطوریوس موعظه می‌کرد پایبند نبود. آنها در عوض ترجیح می‌دهند به آن به عنوان «کلیسای شرق» اشاره کنند، اصطلاحی که اشکال مختلف مسیحیت اولیه در آسیا را در بر می‌گیرد.
علیرغم اینکه مورخ سلسله تانگ معمولاً برخی از عناصر تاریخ مسیحیت و مسیحیت را در نوشتن ترجمه خود اشتباه کرده‌است، جامعه قابل توجهی از محققان بودند که عهد عتیق و عهد جدید به زبان چینی کلاسیک ترجمه کردند و آنها را کاملاً درک کرد.
در سال ۸۴۵، در اوج آزار و اذیت بزرگ ضد بودایی در دوره سلطنت امپراتور ووزونگ تانگ فرمان داد که بودیسم، مسیحیت و مزدیسنا ممنوع شود، دارایی‌های قابل توجهی از این ادیان از طرف دولت چین ضبط شده‌است.
در سال ۹۸۶ راهبی به پاتریارک کلیسای شرق گزارش داد:
مسیحیت در چین منقرض شده‌است. مسیحیان بومی به هر طریقی از بین رفته‌اند. کلیسا ویران شده‌است و تنها یک مسیحی در این سرزمین باقی مانده‌است.
کارل پیترز اشاره کرد که برخی از سنگ قبرهای مسیحی در آنجا وجود دارد.
از سلسله‌های دودمان سونگ و دودمان لیائو (حدود سال‌های ۹۰۰ تا ۱۲۰۰)، دلالت بر این دارد که برخی از مسیحیان در این دوران در چین باقی مانده‌اند.

#### دوره قرون وسطی

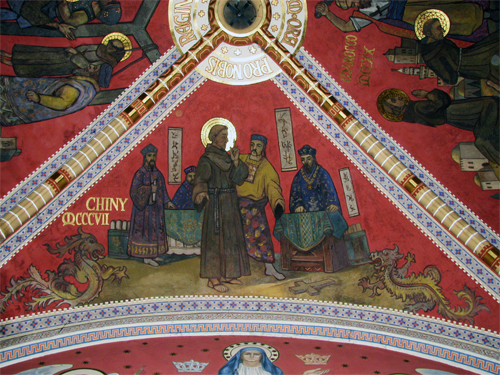
نقاشی شهدای چینی ۱۳۰۷، نمازخانه شهدای نپی در کاتوویتس پانیونیکی.

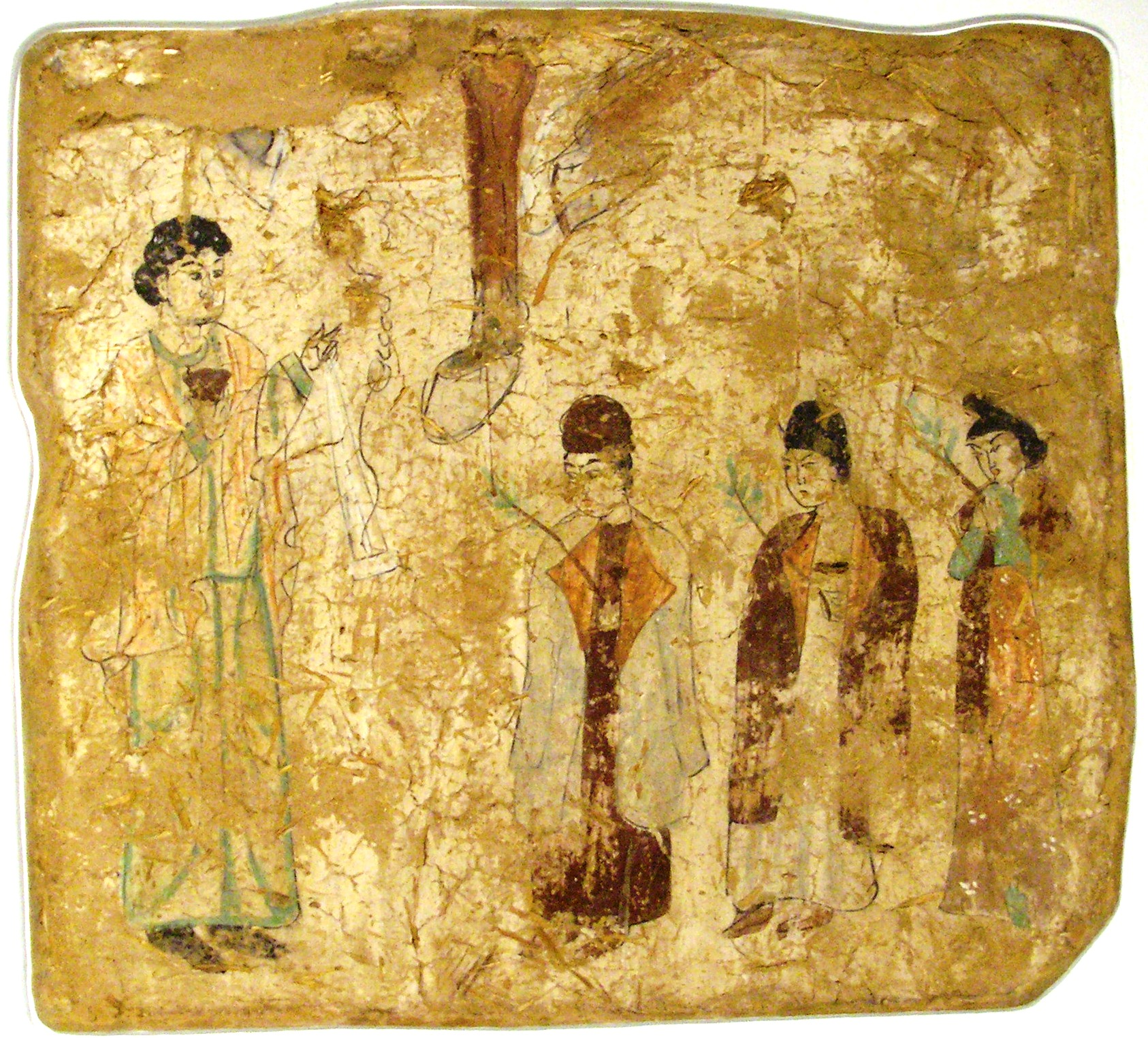
"مراسم در روز یکشنبه، در نقاشی دیواری قرن هفتم یا هشتم از کلیسایی از شرق در چین، دودمان تانگ

مسیحیت تأثیر عمده‌ای در امپراتوری مغول داشت، زیرا چندین قبیله مغول عمدتاً پیروان کلیسای مسیحی شرقی بودند و بسیاری از همسران فرزندان چنگیز خان نیز مسیحی بودند. تماس با مسیحیت غربی نیز در این دوره زمانی، از طریق فرستادگان پاپ به پایتخت دودمان یوآن در خان بالق (پکن کنونی) صورت گرفت.
کلیسای مسیحیت شرقی به خوبی در چین تثبیت شده‌است، همان‌طور که راهبان رابان بار سائوما و یحب الله سوم گواهی می‌دهند، که هر دو زیارت معروفی به غرب کردند و از بسیاری از کلیسای شرق بازدید کرده بودند. یحب الله سوم یا مارکوس به عنوان پاتریارک کلیسای شرق انتخاب شد و بار سائوما در سال‌های ۱۲۸۷–۱۲۸۸ از دربارهای اروپا بازدید کرد و در آنجا به پادشاهان غربی دربارهٔ مسیحیت در میان مغول‌ها گفت.
در سال ۱۲۹۴، فرانسیسکن‌ها راهبان از اروپا کار مأموریتی را در چین آغاز کردند. حدود یک قرن آنها به موازات کلیسای مسیحیان شرق کار می‌کردند. مأموریت مبلغان فرانسیسکن از سال ۱۳۶۸ ادامه پیدا نکرد، زیرا دودمان مینگ قصد داشت همه تأثیرات خارجی را بیرون کند. پس از راندن مغول‌ها به سرزمین‌های استپی آسیای مرکزی، حاکمان دودمان مینگ یک دولت متمرکز قدرتمند در چین ساختند. آنها سخت کوشید تا با احیای فرهنگ چینی، تمام بقایای حکومت مغول یا دودمان یوآن را ریشه کن کنند و طریق سنتی را بازگرداند. نهادهای سیاسی و دولتی از نئوکنفوسیونیسم، به نفع ثبات حمایت می‌کردند. مقامات همچنین دسترسی بازرگانان خارجی به چین را محدود کردند و فعالیت مسیحیان را محدود کردند
مبلغان سلسله بعدی دودمان چینگ نیز سیاست‌های مشابهی را دنبال کرد.
چینی‌ها مسلمانها، یهودیان و مسیحی را در زمان دودمان یوآن را به Hui Hui («هویی-هویی») می‌نامیدند. مسیحیان را «هویی» می‌نامیدند زیرا از خوردن حیوانات بدون پا شکافی خودداری می‌کنند، مسلمانان را «هویی» می‌گفتند که از گوشت خوک خودداری می‌کنند، یهودیان را «هویی» می‌نامیدند که رگ و پی گوشت را بیرون می‌کشند. در حال حاضر هویی تقریباً منحصراً برای مسلمانان استفاده می‌شود
همچنین گزارش شد که رقابت با کلیسای کاتولیک رومی و اسلام از عوامل ناپدید شدن کلیسای مسیحیت شرقی در چین بوده‌است. کاتولیک‌های رومی نیز کلیسای شرق را بدعت می‌دانستند، «جدل با فرستادگان … روم، و پیشرفت اسلام، پایه‌های کلیساهای باستانی کلیسای شرق فرو ریخت.»
دودمان مینگ حکم داد که آیین مانوی و مسیحیت غیرقانونی و ممنوع هستند تا از چین محو شوند، در حالی که اسلام و یهودیت قانونی و متناسب با ایدئولوژی کنفوسیوسی هستند. فرقه‌های بودایی مانند نیلوفر سفید (دین) نیز توسط مینگ ممنوع شد.